# Velomobil

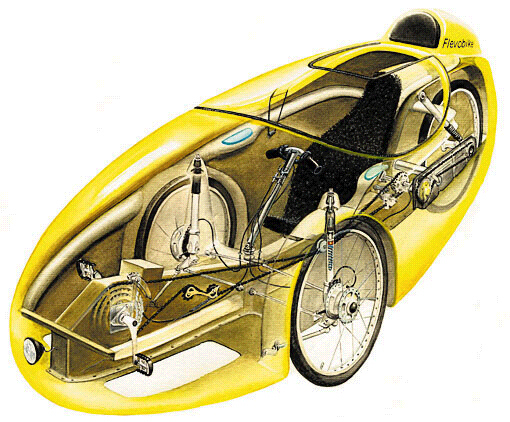
Nákres: C-Alleweder, tříkolka se samonosnou karosérií

Velomobil je dopravní prostředek poháněný lidskou silou vybavený karoserií za účelem ochrany jezdce před vlivy počasí a pro zlepšení aerodynamických vlastností vozidla. Nejčastěji svou konstrukcí vychází z lehokol a tříkolek, ke kterým je přidán obal. Existuje několik komerčních výrobců a často jsou velomobily také stavěny nadšenci podomácku. Některé velomobily nechávají hlavu jezdce vykukovat, což umožňuje lepší sledování provozu a chlazení, ale vystavuje hlavu nepřízni počasí. Ve většině případech jde o vozidlo pro jediného jezdce. V českém prostředí byly velomobily popularizovány pod názvem šlapohyb v seriálu Rychlé šípy.

## Dějiny velomobilů

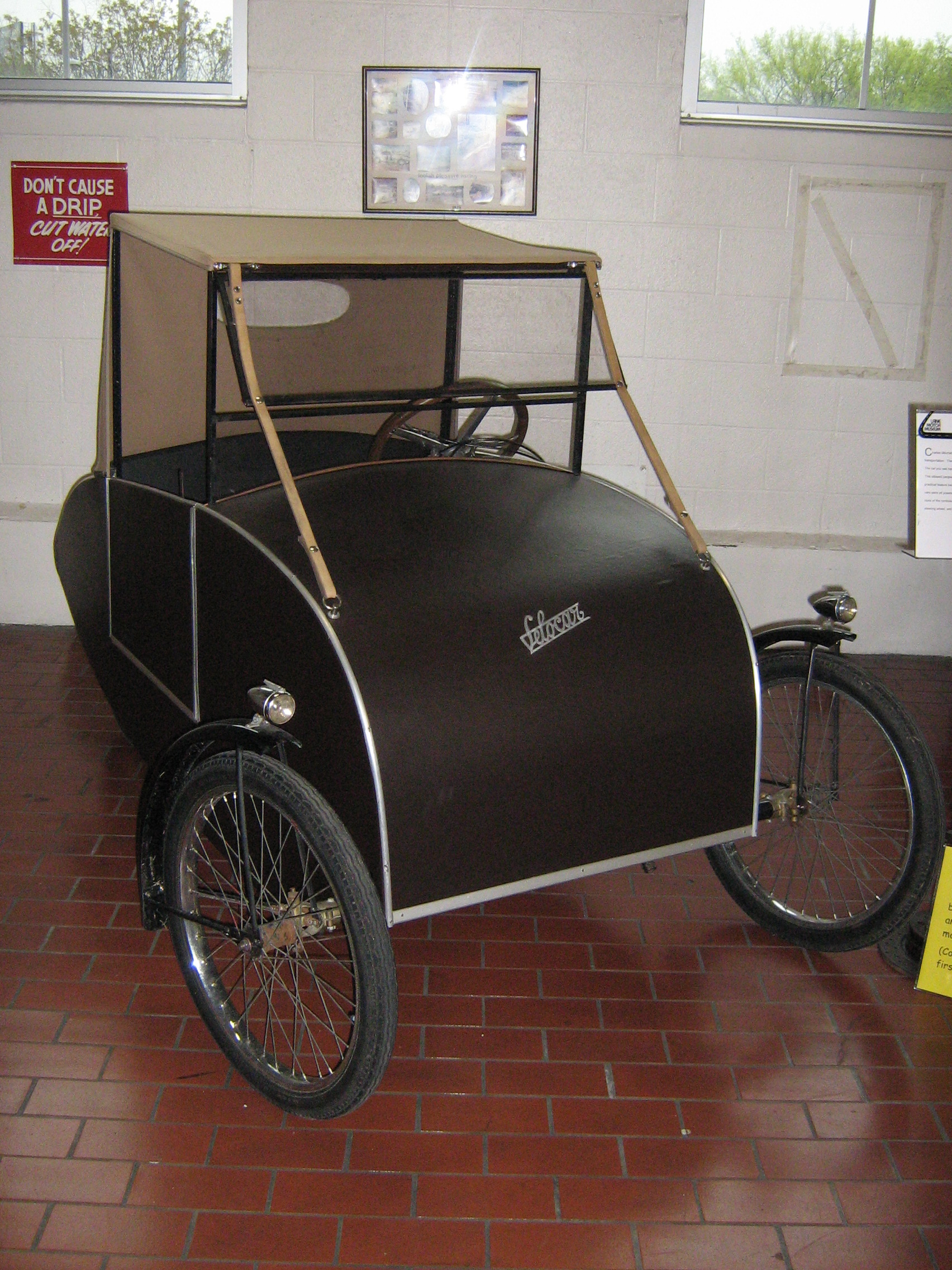
Mochetův Velocar z roku 1945

Jako počátek historie velomobilů bývá uváděna činnost Francouze Charlese Mocheta. Ten z obavy o bezpečí svého syna vyrobil šlapací nemotorovou čtyřkolku
. Tato čtyřkolka se stala základem pro velomobily s částečnou karosérií, které Mochet a posléze jeho syn vyráběli pod jménem Velocar v třicátých a čtyřicátých letech dvacátého století. Jejich většímu rozšíření zabránil nástup levných automobilů a ani dočasný nedostatek benzínu za druhé světové války, který popularitu dopravy lidskou silou oživil, nevedl k masovějšímu rozšíření Velocaru. Po válce začala firma vyrábět alternativy Velocaru se spalovacím motorem, lehká mikroauta.

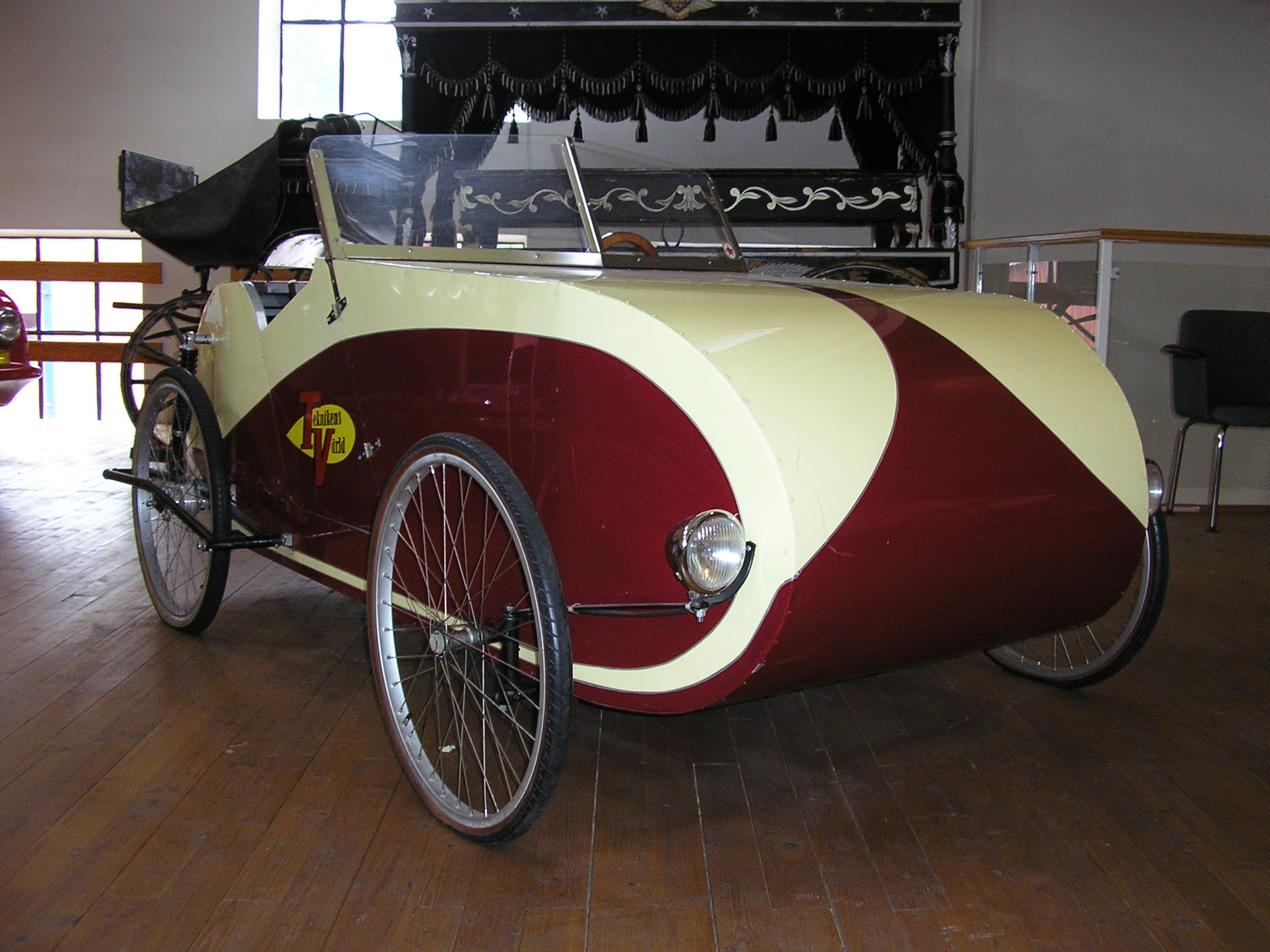
Fantom

Válka vzbudila zájem o velomobily také ve Švédsku, kde se prodalo na sto tisíc kopií plánů k velomobilu Fantom. Pouhý zlomek zájemců ovšem přešel od nákupu až k samotné stavbě a dokončených Fantomů bylo velmi málo. Plány na Fantoma se sice stále prodávaly dál (a lze je koupit i dnes), ale i ve Švédsku po konci války opět ovládly v oblasti kapotovaných vozidel trh automobily se spalovacím motorem.

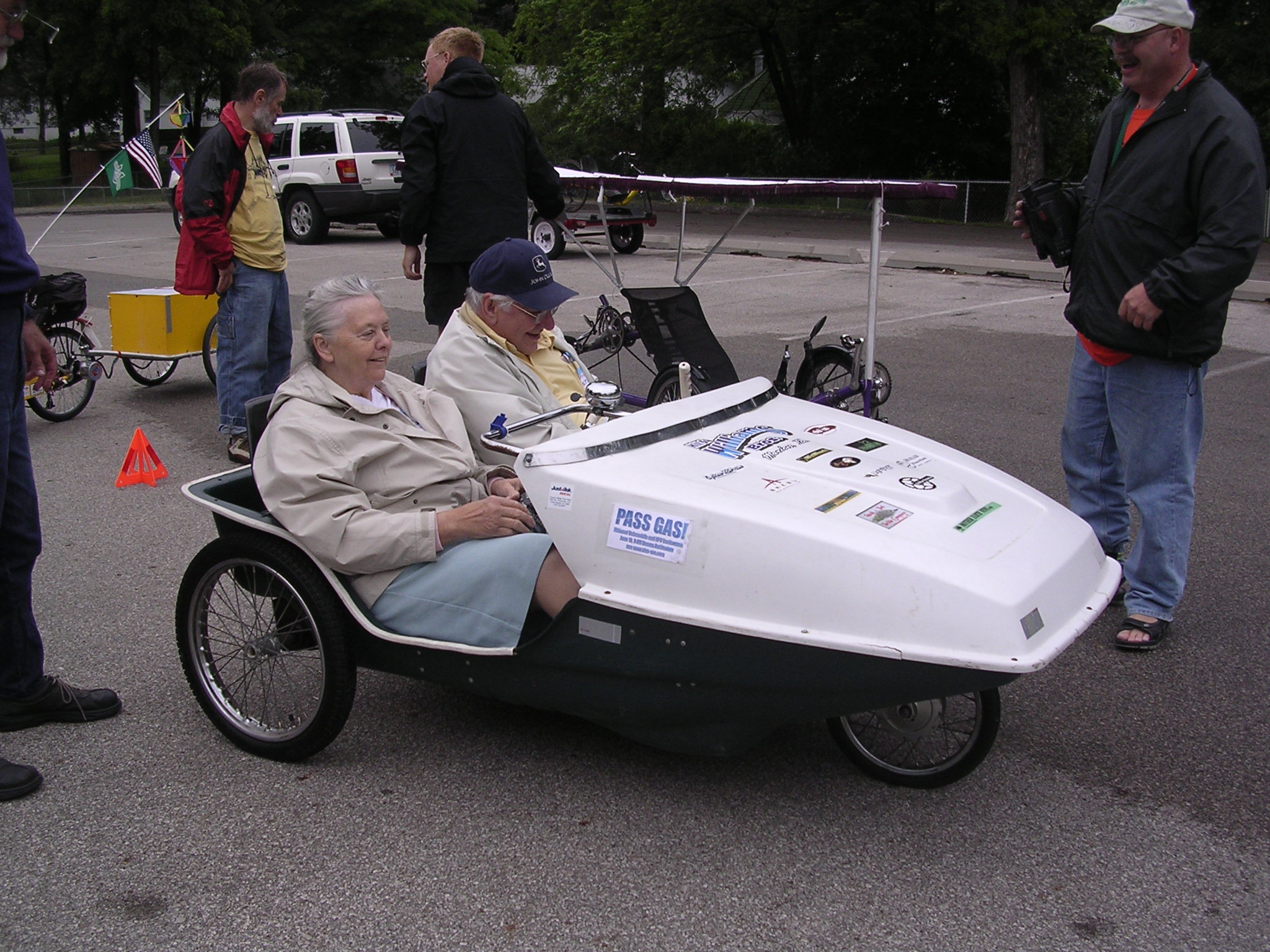
People powered vehicle

Ve Spojených státech amerických bylo nejblíže velomobilu vozítko pro dvě osoby People powered vehicle v době ropné krize v sedmdesátých létech, ale ani to nezaznamenalo úspěch a i ono upadlo v zapomnění.

## Současný stav
Velomobily stále zaostávají v popularitě jak za jízdními koly, tak za automobily. Všichni současní výrobci vyrábějí a prodávají pouze nevelké množství kusů a velomobilistický průmysl si tak zachovává malovýrobní charakter. Patrně největším výrobcem v současnosti je nizozemská firma Velomobiel.nl, založená v roce 1999 (2001 pod názvem Velomobiel.nl). V roce 2009 vyjelo z této firmy sídlící ve městě Dronten 98 nových velomobilů.

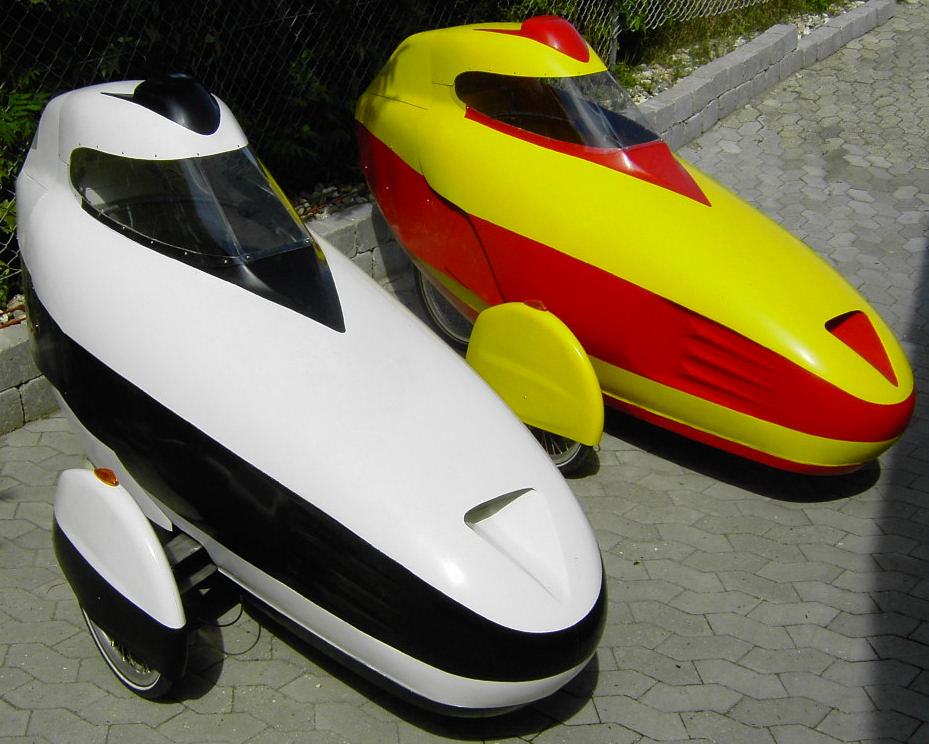
Dva velomobily Leitra

Od osmdesátých let jsou v Dánsku v prodeji velomobily značky Leitra, které jsou částečně inspirovány Fantomem, a které tak lze považovat za velomobily s velmi dlouhou tradicí.

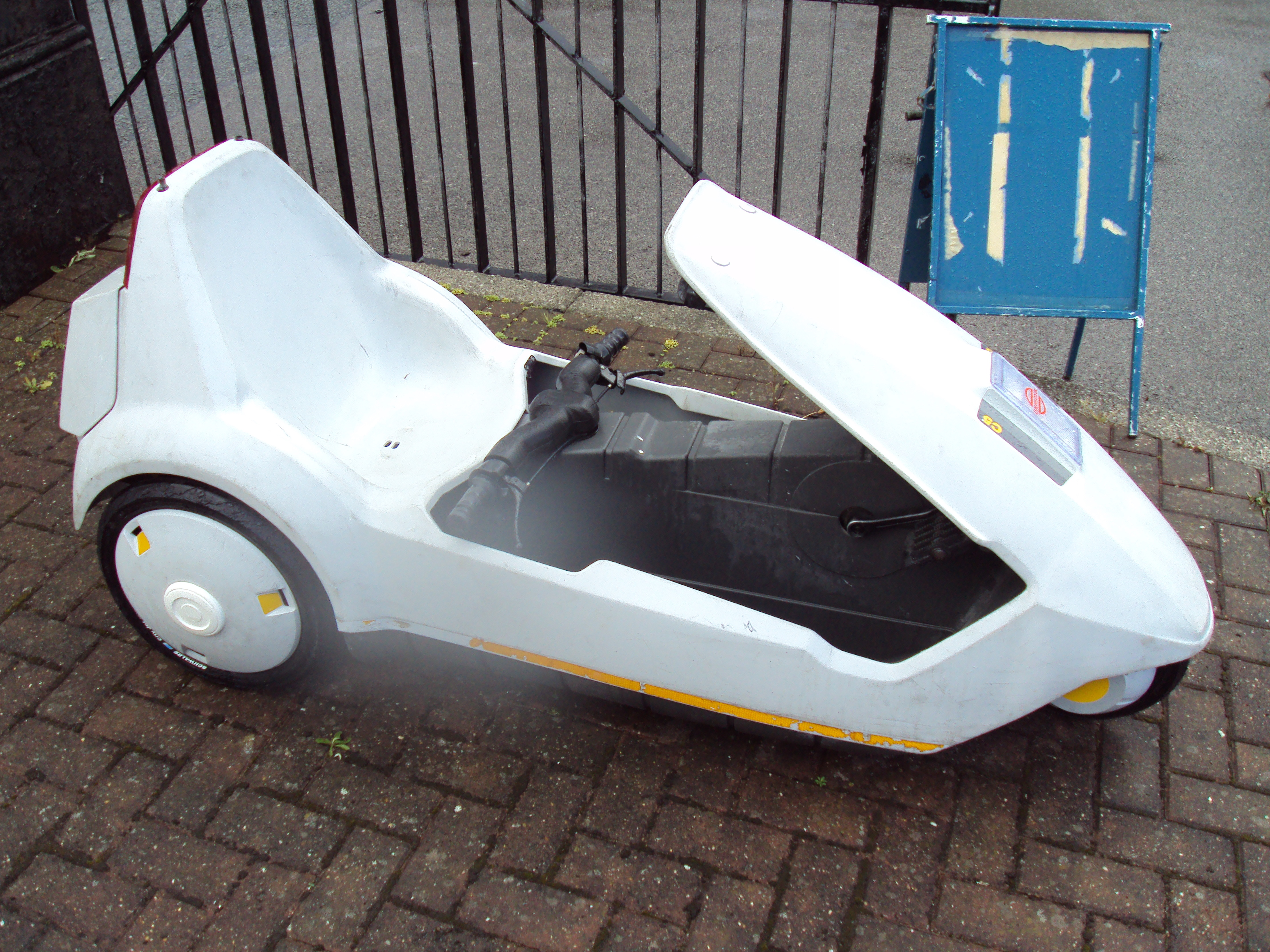
Sinclair C5

V osmdesátých letech se také objevil ojedinělý pokus o masovou výrobu velomobilů, když Clive Sinclair ze Spojeného království začal prodávat kapotovanou tříkolku s pomocným elektrickým pohonem pod jménem Sinclair C5. Prodáno jich bylo pouze dvanáct tisíc a finančně se jednalo o fiasko. Vozítko mělo řadu problémů — bylo poměrně těžké, neumožňovalo polohování sedadla ani pedálů a tak ani pohodlné šlapání, nemělo převodovku, která by umožňovalo pohodlné zdolávání kopců.

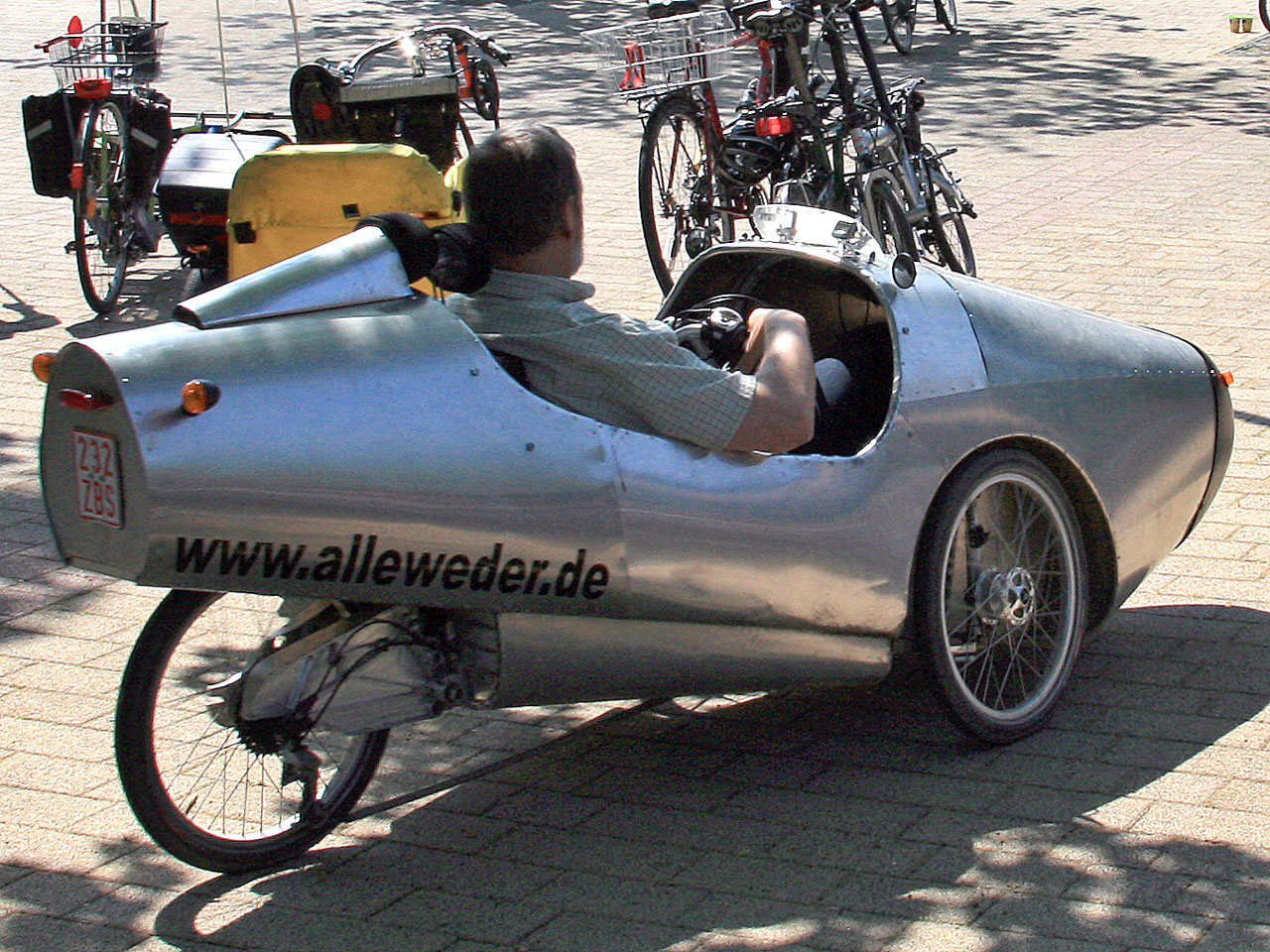
Alleweder

Kromě Leitry je dnes možné koupit řadu jiných značek velomobilů, například Alleweder, Cab-bike, výrobky firmy Velomobiel.nl, Flevobike a dalších.
Koncepce a hodnocení potenciálů levných velomobilů pro každodenní cesty, a taky strategie k docílení potřebné poptávky pro hromadnou výrobu byli předmětem výzkumného projektu RegInnoMobil.

## Vlastnosti
Ideální velomobil by měl splňovat mnoho protichůdných vlastností:
- ochrana řidiče před nepřízní počasí
- dobré aerodynamické vlastnosti
- co nejnižší váha
- dobrý rozhled řidiče
- nastavitelná vzdálenost sedadlo-střed šlapání
- nastavitelný úhel sedadla
- dobrá manévrovatelnost
- stabilita proti převržení
- bezpečnost při srážkách
- dobré větrání
- velký rozsah převodů
- malý valivý odpor pneumatik
- dobré odpružení
- vysoká spolehlivost a nízké náklady na údržbu
- dobré brzdy
- parkovací brzdu
- snadné vystupování a nastupování
- úložný prostor pro zavazadla
- dobré přední reflektory umožňující jet rychle i při snížené viditelnosti
- nízká cena